# Max Black
Max Black (* 24. Februar 1909 in Baku; † 27. August 1988 in Ithaca, New York) war ein US-amerikanischer Philosoph und einflussreicher Vertreter der Analytischen Philosophie in der ersten Hälfte des 20. Jahrhunderts. Er verfasste wichtige Beiträge zur Philosophie der Mathematik und Sprachphilosophie. Mitte des 20. Jh. erarbeitete maßgeblich die Metapherntheorie, wobei er sich auf die Position von I. A. Richards stützte.

## Leben
Max Black wurde in Aserbaidschan als Kind des Geschäftsmanns Lionel Black und seiner Frau Sophia Davinska geboren. Um den antisemitischen Verfolgungen zu entkommen, ging die Familie kurze Zeit nach Max Blacks Geburt zunächst nach Paris und 1912 nach London, wo Max Black aufwachsen sollte. Sein jüngerer Bruder ist der britische Architekt und Designer Sir Misha Black (1910–1977).
In der Schulzeit fiel Max Black durch sein talentiertes Violinspiel und die exzellente Beherrschung des Schachspiels auf. Er besuchte dann das Queens’ College in Cambridge, wo er Mathematik studierte und im Umfeld der dort Lehrenden wie Russell, Wittgenstein, George Edward Moore und Frank Plumpton Ramsey sich für die analytische Philosophie zu interessieren begann.
1930 erwarb er den B.A. (Bachelor of Arts). Ein Stipendium ermöglichte ihm einen einjährigen Studienaufenthalt in Göttingen, wo er an seinem ersten Buch (The Nature of Mathematics) arbeitete und seine spätere Frau Michal Landsberg kennenlernte, mit der er später zwei Kinder hatte.
1933 ging Max Black nach England zurück und schrieb sich an der University of London ein, wo er 1939 für die Dissertation Theories of logical positivism den Ph.D. erhielt. 1936 bis 1940 unterrichtete er Mathematik an der Pädagogischen Hochschule in London (Institution of Education), folgte sodann einem Ruf an die Philosophische Fakultät der University of Illinois, Urbana (USA) und wechselte 1947 an die Cornell University in New York. 1954 wurde er dort auf den Susan Linsage Lehrstuhl für Philosophie und Humanwissenschaften berufen. 1963 wurde er in die American Academy of Arts and Sciences gewählt. Im September 1967 veranstaltete er einen internationalen Kongress zur Psychologie der Kunst. Er lehrte an der Cornell-Universität bis zu seiner Emeritierung 1977 und hielt danach zahlreiche Vorträge an verschiedenen Universitäten. 1948 hatte er bereits die US-Staatsbürgerschaft angenommen. Als bisher zweiter Amerikaner war Max Black von 1981 bis 1984 Präsident des International Institute of Philosophy.

## Werk und Würdigung
Max Black gilt als einer der einflussreichsten Philosophen der amerikanischen analytischen Philosophie und hat sich insbesondere um die Philosophie der Sprache (Metapherntheorie, Auseinandersetzung mit Alfred Korzybskis General Semantics), Philosophie der Mathematik (Probleme der Analysis, 1954) und Philosophie der Kunst verdient gemacht.
In seinem ersten Buch (The Nature of Mathematics, 1933) interpretiert er den Intuitionismus Brouwers in Vorwegnahme später zu seiner Kunst- und Erkenntnistheorie gereiften Ansichten.
Vier Jahre danach nimmt er mit dem Begriff der vague sets eine Beschreibung der Beobachtbarkeit von Unbestimmtheit und der Bedeutung von Unbestimmtheit im Feld der Logik vor. Als fuzzy sets gehen diese Begriffe in die spätere Fuzzy-Logik ein.
Als Übersetzer von Gottlob Frege (zusammen mit Peter Geach gibt er 1952 in den USA die Hauptwerke Freges heraus) und Kommentator von Ludwig Wittgenstein (Kommentar zum Tractatus, 1964) bildet er eine wichtige Brücke zwischen der europäischen, insbesondere britischen Schule der analytischen Philosophie und den USA.
Unter den amerikanischen Philosophen setzt Black sich vor allem mit dem Behaviorismus und der General Semantics von Alfred Korzybski auseinander. Seine früh entwickelte und von anderen aufgegriffene Theorie der Metapher wertet diese, ähnlich einem Sprechakt, als interaktive Verschiebung von Bedeutung.
Als analytischer Philosoph gilt sein Interesse immer wieder den Beschreibungsmodellen von dem, „was der Fall ist“ (Wittgenstein). Dazu hob Black stärker als Wittgenstein auf formale Modellbildung und Repräsentation ab. Unterschieden wurden grob drei Modellarten: das Modell als ein dinglicher Prototyp (scale models), das Modell als (geistiges) Bild (analogical models) und das Modell als Handlungsleitfaden (theoretical model), was der Trias Index, Ikon und Symbol in der Semiotik und Ästhetik entsprechen kann. Auf der Möglichkeit, Neues an diesen Modellen zu „messen“, solange die Modelle Allgemeinverbindlichkeit besitzen, beruht auch die Möglichkeit eines jeden Urteils über die „Welt“.
In seiner Philosophie der Kunst stellt Max Black die Doktrin auf, dass es unmöglich ist, eine Regel aufzustellen für die willkürliche, kreative Regelverletzung (creatively violating rules), die die Kunst betreibt.
Black beschrieb sich selbst als: „lapsed mathematician, addicted reasoner, and devotee of metaphor and chess“ (ein „gefallener Mathematiker, Denksüchtiger und Verehrer von Metapher und Schach“). Seine auf Richards (1936) aufbauende semantische Metapherntheorie war Mitte des 20. Jh. maßgeblich und später legten zahlreiche Philosophen semantische Theorieentwürfe mit unterschiedlicher Schwerpunktsetzung zum Metaphern-Definitionsproblem vor.

## Veröffentlichungen (Auswahl)

### Schriften
- The Nature of Mathematics. 1933, Reprint 1959.
- Vagueness: An exercise in logical analysis in the Philosophical Society. 1937.
- A New Method of Presentation of the Theory of the Syllogism. 1944.
- Language and Philosophy: Studies in Method. (1949). Ithaca, NY: Cornell UP (hierin auch der Artikel: Korzybsksi’s General Semantics, auf den der unten angeführte Aufsatz von Bruce I. Kodish sich bezieht)
- Critical Thinking. 1946. NYS, 2. Aufl. 1952
- Problems of Analysis. 1954.
- Metaphors are no arguments, my pretty maiden. In: Proceedings of the Aristotelian Society, Volume LV (1954–1955), S. 273–294.
- Models and Metaphors. Studies in Language and Philosophy. Cornell University Press, Ithaca 1962.
- A Companion to Wittgenstein’s Tractatus. 1964.
  - deutsch: Ein Kompendium zu Wittgensteins Tractatus. Turia + Kant, Wien/Berlin 2019, ISBN 978-3-85132-955-1.
- The Labyrinth of Language. Mentor, New York 1969. (andere Quellen nennen 1968 als Jahr der Erstveröffentlichung)
  - deutsch: Sprache. Eine Einführung in die Linguistik. Fink, München 1973.
- Margins of Precision: Essays in Logic and Language. 1970.
- The Prevalence of Humbug and other Essays. Cornell Univ. Pr., Ithaca, 1983
- Making intelligent choices, how useful is decision theory? 1985.
- The Importance of Language. Prentice-Hall, Englewood Cliffs 1962. Nachdruck 1982: ISBN 0-8014-9077-4.
- Art, Perception and Reality, zusammen mit E. H. Gombrich und Julian Hochberg. Johns Hopkins University Press, Baltimore 1972.
  - deutsch: Kunst, Wahrnehmung, Wirklichkeit. Suhrkamp, Frankfurt am Main 1977.
- Perplexities. Cornell University Press, Ithaca/London 1990.

#### Herausgeberschaft und Übersetzungen
- Rudolf Carnap: The Unity of Science. translated and with an introduction by Max Black in Psyche Miniatures, General Series no. 63. Kegan Paul, Trench, Trubner & Co., London 1934.
- Philosophical Writings of Gottlob Frege. Edited by Peter Geach and Max Black (1953). 3rd ed. Basil Blackwell, Oxford 1980.
- The Social Theories of Talcott Parsons. A critical examination. Edited by Max Black. Prentice Hall, 1961.
- Philosophical analysis: a collection of essays. Edited by Max Black. Prentice-Hall, Englewood Cliffs 1963
- William P. Alston: Philosophy in America: essays. edited by Max Black. George Allen & Unwin, London 1965.
- John R. Searle: What Is a Speech Act. Philosophy in America. Ed. Max Black. Allen, London 1965.
- Stephen Francis Barker: Induction and Hypothesis. A Study of the Logic of Confirmation. Contemporary Philosophy, edited by Max Black. o. J.
- The Morality of Scholarship. Northrop Frye, Stuart Hampshire, Conor Cruise O’Brien. Edited by Max Black (Studies in Humanities, vol. 1). Cornell University Press, 1967.

#### Artikel Max Blacks für die Encyclopedia Britannica
- Abstract and abstraction. 1956 Vol 1, S. 67–68 (Auflage 1957: Vol. 1, S. 67–68)
- Antinomy. 1956, Vol. 2, p. 70
- Condition. 1957, Vol. 6, S. 220–221.
- Deduction. 1957, Vol. 7, S. 132–133.